# Кирил Лазаров
 Тази статия е за българския политик.  За македонския хандбалист вижте Кирил Лазаров (хандбалист).  
Кирил Георгиев Лазаров е български научен работник, адвокат и политик от БКП.

## Биография

### Произход, юношество и образование
Кирил Лазаров е роден на 24 юли 1895 г. в с. Долна баня, Ихтиманско, в средно селско семейство. Член е на БРСДП (т.с.) в Банкя и на Окръжния комитет на партията в София от 1915 г. Между 1916 и 1918 г. е фронтови офицер в Първата световна война. Организира войнишки комитети в три Балкански дивизии. След войната учи право в Юридическия факултет на Софийският университет „Св. Климент Охридски“.

### Професионална кариера

#### Югославия
През 1923 г. организира и ръководи активно Септемврийското въстание в Самокосвката околия. Осъден е на доживотен затвор по ЗЗД, но успява да избяга и да емигрира в Югославия, където от 1924 г. за кратко е член на ръководството на партийната емиграция.

#### СССР
Живее и работи в Москва от 1925 г. като нотариус на Областен съд (до 1928 г.), член на ВКП (б) и секретар на първична партийна организация (до 1945 г.). Между 1928 – 31 г. е член на Областен съд и на неговото партийно бюро. След 1931 г. учи икономически и стопански науки в Институт за червена професура в Москва. Работи в Международния аграрен институт от 1935 г. като научен работник, а малко след това и като секретар на партийната организация към института. Между 1939 – 40 г. е преподавател в Ленинградската школа в Ленинград (днес Санкт Петербург). Получава научна степен – „Кандидат на икономическите науки“, за многобройна научна работа.
По време на Втората световна война е редактор в нелегалната радиостанция „Христо Ботев“ (1940 – 1945), която излъчва от територията на СССР, пропагандира и координира Съпротивителното движение в България (1941 – 1944).

### Дейности след 9 септември

#### България
След 9 септември 1944 г. се завръща в България, и между 1945 – 47 г. е завеждащ сектор „Агитация и пропаганда“ към ЦК на БРП (к.) в София. От 1948 г. е член на комисията по печата при Секретарията, а между 1947 – 1949 г. е главен директор на Централното статистическо управление, както и подпредседател и председател на Държавната планова комисия (1948 – 1949), в ресора на „Главната дирекция на статистиките“. От 24 ноември 1949 до 4 март 1954 г. е кандидат-член на Централния комитет на БКП, а след 4 март и пълноправен член на ЦК на БКП. Министър на финансите от 8 октомври 1949 до 1 февруари 1957 г. и от 16 март 1959 до 27 ноември 1962 г., както и министър на финансите и държавния контрол от 1 февруари 1957 до 16 март 1959 г.
Народен представител е от ноември 1945 до смъртта си през юни 1980 г. Обявен е за Герой на социалистическия труд. Награден е с 5 ордена „Георги Димитров“.